# Gus Fring
Gus Fring, właśc. Gustavo Fring – fikcyjna postać, jeden z głównych antagonistów w serialach Breaking Bad oraz Zadzwoń do Saula. W postać stworzoną przez Vince’a Gilligana wcielił się Giancarlo Esposito.

## Życiorys
Przeszłość Fringa jest owiana tajemnicą (nie ma nawet pewności, że jest to jego prawdziwe nazwisko). Spędził dzieciństwo w skrajnej biedzie, według jego własnych słów, w Chile. W pewnym momencie swojego życia znalazł się w Santiago, gdzie spotkał Maximino "Maxa" Arciniegę, któremu opłacił studia i z którym prawdopodobnie nawiązał romantyczną relację. Możliwe, że Fring służył w chilijskim wojsku w czasie reżimu Pinocheta, jako że niektóre postacie określają go jako „big generalissimo”.
W 1986 roku Gus i Max przybywają do Meksyku, gdzie wspólnie otwierają sieć restauracji „Los Pollos Hermanos”, używaną jako przykrywkę do handlu metamfetaminą. Zwraca to uwagę kartelu Don Eladia i sprawia, że jego podwładny, Hector Salamanca, zabija Maxa. W następstwie tego zdarzenia Fring wyjeżdża do Stanów Zjednoczonych, gdzie kontynuuje rozwój restauracji, oraz biznesu narkotykowego, przy jednoczesnym planowaniu zemsty na członkach kartelu.
Postać Fringa pojawia się w serialu Zadzwoń do Saula gdy spotyka on Mike’a Ehrmantrauta, byłego policjanta, który również chce się zemścić na Hectorze Salamance. Gus zatrudnia Ehrmantrauta i w toku serialu razem zwalczają wrogi klan, wysyłając Tuco Salamancę do więzienia, utrzymując Hectora w głębokiej niepełnosprawności, czy pokonując Lalo Salamancę.
W czasie akcji Breaking Bad, plan zemsty Gusa osiąga finalny etap. Zatrudnia on protagonistę serialu, Waltera White’a, by ten produkował dla niego metamfetaminę w podziemnym laboratorium, co pozwala Fringowi uniezależnić się od kartelu. Mimo tego, wkrótce dochodzi do sporów pomiędzy Walterem i Gusem, które przeradzają się w krwawą rywalizację.

## Odbiór
Rola Gusa Fringa przyniosła Giancarlo Esposito wiele prestiżowych nagród, w tym Critics’ Choice Television Awards za najlepszego aktora drugoplanowego w serialu dramatycznym, lub trzy nominacje do nagród Emmy. Rola w Breaking Bad stanowiła punkt zwrotny w karierze aktora, doprowadzając do przyjęcia przez niego wielu innych ról złoczyńców.
Odtwórca postaci sugerował po zakończeniu zdjęć do Better Call Saul, że istnieje szansa na stworzenie spin-offu opowiadającego o genezie Gusa.